# Johannes Klinge
Johannes Christoph Klinge, auch bekannt als Iwan Gustafowitsch Klinge (russisch Иван Густавович Клинге; * 20.jul. / 1. April 1851greg. in Dorpat; † 18.jul. / 3. März 1902greg. in Sankt Petersburg), war ein russischer Botaniker deutsch-baltischer Herkunft. 

## Leben

### Herkunft, Ausbildung und Privatleben
Er kam 1851 in Dorpat im nordwestrussischen Gouvernement Livland zur Welt und besuchte dort das Gymnasium. Anschließend immatrikulierte sich 1872 an der damals deutschsprachigen Kaiserlichen Universität Dorpat für ein Studium der Botanik. Nachdem er 1876 eine goldene Preismedaille verliehen bekommen hatte, konnte er es 1877 abschließen. Mit der Schrift Vergleichend histiologische Untersuchung der Gramineen- und Cyperaceen-Wurzeln insbesondere der Wurzel-Leitbündel erwarb er 1879 den Grad eines Magisters und 1893 wurde er mit der Dissertation Revision der Orchis cordigera Fries und Orchis angustifolia Rchb. promoviert.
Klinge starb 1902 „nach einer langen und schweren Krankheit“ im Alter von lediglich 50 Jahren. 

### Berufliche Karriere
Seinen Einstieg ins Berufsleben fand Klinge 1877 als Lehrer für Naturwissenschaften am Dorpater Gymnasium. Nach der Verleihung des Magistergrades erhielt er 1879 eine Stelle als Privatdozent und Direktionsgehilfe am botanischen Garten seiner Alma Mater. Schließlich folgte er im Jahr 1895 einem Ruf nach Sankt Petersburg und war am dortigen kaiserlichen botanischen Garten zunächst als Bibliothekar und ab 1899 als Oberbotaniker tätig.

## Wissenschaftliches Wirken
In Nachrufen wurde Klinge als „einer der hervorragendsten Systematiker und Pflanzengeographen Russlands“ beschrieben. Bereits in der Kindheit unternahm er mit der Familie regelmäßig lange Wanderungen, die mit dazu beitrugen, dass er sich bald nach Beginn seiner Karriere Arbeiten in der freien Natur zuwandte, da diese ihm wesentlich mehr zusagten als pflanzenanatomische Untersuchungen im Labor. Seine bekanntesten und bedeutendsten Publikationen betrafen die geologischen und vegetationsgeographischen Aspekte von Moore, zu deren Studium er unter anderem eine ausgedehnte Exkursion nach Skandinavien unternahm. Während dieser Forschungen wurde auch sein besonderes Interesse an Orchideen geweckt, denen er in der Folge zahlreiche wichtige Schriften widmete.

## Mitgliedschaften
- Dorpater Naturforscher-Gesellschaft (wirkliches Mitglied seit 1874)[5]
- Naturforscher-Verein zu Riga (korrespondierendes Mitglied seit 1895)[6]

## Publikationen (Auswahl)
Monographien
- Johannes Klinge: Der Unterricht der Naturwissenschaften in den classischen Gymnasien der Ostseeprovinzen. Verlag von E. J. Karow, 1879, 39 Seiten.
- Johannes Klinge: Flora von Est-, Liv- und Curland. Aufzählung und Beschreibung der bisher wildwachsend und verwildert beobachteten und der cultivierten Gewächse, mit besonderer Berücksichtigung der Holzgewächse. 1. Abtheilung – Gefaesspflanzen: Gefaesskryptogamen und Phanerogamen. Verlag von Franz Kluge, 1882, 894 Seiten.
- Johannes Klinge: Die Holzgewächse von Est-, Liv- und Curland. Aufzählung und Culturen der bisher im Freiland cultivirten und wildwachsenden Bäume, Sträucher und Halbsträucher und ihrer Abarten und Formen unter Berücksichtigung der bei St. Petersburg ausdauernden Holzgewächse für Gärtner, Park- und Gartenfreunde zusammengestellt. Verlag von C. Mattiesen, 1883, 290 Seiten.
- Johannes Klinge: Schulflora von Est-, Liv- und Curland und den angrenzenden Gouvernements mit besonderer Berücksichtigung von Ingermannland enthaltend die wildwachsenden, verwilderten und angebauten Phanerogamen und Gefäss-Kryptogamen. Verlag von C. Mattiesen, 1885, 351 Seiten.